# جایی که به آن تعلق دارم
"جایی که به آن تعلق دارم" (به انگلیسی: Somewhere I Belong) نام ترانه‌ای از گروه راک آمریکایی لینکین پارک است.
این ترانه به عنوان اولین تک‌آهنگ آلبوم متئورا کمی بعد از منتشر شدن توانست در بیشتر چارتها رتبه‌های کمتر از ۱۰ را از آن خود کند. همچنین این ترانه به بازی Rock Band 3 اختصاص دارد.

## مفهوم ترانه
مفهوم این آهنگ ، گشتن و پیدا کردن جایی است که فرد به آن تعلق دارد و با یافتن آن احساس هویت و موجود بودن می‌کند.

## موزیک ویدئو
موزیک ویدئوی کارگردانی شده توسط جو هان شامل صحنه‌هایی از اجرای گروه جلوی آتش است و همینطور صحنه‌های پراکنده از رپ خوانی مایک شینودا جلوی آبشار در حالی که عده‌ای راهب مانند در اطراف او دیده می‌شوند. کارکترهای چینی که روی دستگیره ی درب اتاق چستر بنینگتون در این کلیپ دیده می‌شوند به معنای "آب" و "آتش" است که احتمالاً به همان آبشار و آتش بک گراند اشاره دارد. در ابتدای ویدئو چستر بنینگتون در دنیای حقیقی است و وقتی به خواب می‌رود خود را کنار گروه در یک دنیای خیالی می یابد. نزدیک به پایان ویدئو موجودات تخیلی که تصویر آن‌ها در قابی کنار تخت چستر است در خواب او زنده می‌شوند و رژه می روند. تخت خواب آتش می‌گیرد و تقریباً به فرم سرباز بالدار (نماد لینکین پارک) در می‌آید . در آخر هم همه چیز به حالت عادی برمی گردد.
.

## جوایز
در سال ۲۰۰۳ این ویدئو برنده ی جوایز بهترین ویدئوی بین‌المللی از ام تی وی برزیل و بهترین ویدئوی راک از ام تی وی ویدئو موزیک اواردز شد. همچنین در سال ۲۰۰۴ برنده ی جایزه ی ویدئوی محبوب از ام تی وی اواردز آسیا و نامزد جایزه ی بهترین ویدئوی راک از ام تی وی ژاپن شد.

## رتبه در جدول
| جدول (2003)                              | رتبه در جدول |
| ---------------------------------------- | ------------ |
| جدول تک‌آهنگ‌های استرالیا                  | ۱۸           |
| جدول تک‌آهنگ‌های اتریش                     | ۱۶           |
| جدول تک‌آهنگ‌های آلمان                     | ۱۲           |
| جدول تک‌آهنگ‌های ایتالیا                   | ۱۴           |
| جدول تک‌آهنگ‌های هلند                      | ۱۶           |
| جدول تک‌آهنگ‌های لهستان                    | ۱            |
| جدول تک‌آهنگ‌های کانادا                    | ۳            |
| جدول تک‌آهنگ‌های نیوزلند                   | ۱            |
| جدول تک‌آهنگ‌های سوئد                      | ۱۹           |
| جدول تک‌آهنگ‌های سوئیس                     | ۱۵           |
| جدول تک‌آهنگ‌های بریتانیا                  | ۱۰           |
| بیلبورد آمریکا - بهترین‌های مین‌استریم     | ۱            |
| بیلبورد آمریکا - بهترین آهنگ‌های مدرن راک | ۱            |
| بیلبورد آمریکا بیلبورد ۱۰۰               | ۳۲           |